# 1967 en Norvège
Chronologie de la Norvège
- 1963
- 1964
- 1965
- 1966
- 1967
- 1968
- 1969
- 1970
- 1971

Cet article présente les faits marquants de l'année 1967 en Norvège ou relatifs à la Norvège.

## Gouvernance
- Olav V est roi de Norvège.
- Per Borten est le chef du gouvernement.

## Événements
- 21 juillet : la Norvège présente sa demande d'adhésion à la CEE[1].

## Sport
- La saison 1967 du Championnat de Norvège de football était la 5e édition de la première division norvégienne à poule unique, la Tippeligaen. Les 10 clubs jouent les uns contre les autres lors de rencontres disputées en matchs aller et retour. C'est le Rosenborg BK qui termine en tête du championnat dès son accession en Tippeligaen. C'est le premier titre de champion de Norvège de son histoire.

## Culture
- La Norvège a participé au Concours Eurovision de la chanson 1967 à Vienne, en Autriche. C'est la 8e participation de la Norvège au Concours Eurovision de la chanson. Le pays est représenté par Kirsti Sparboe et la chanson Dukkemann, sélectionnées par la Norsk rikskringkasting (NRK) au moyen de la finale nationale Melodi Grand Prix.

## Naissances
- Naissance en Norvège en 1967

## Décès
- Décès en Norvège en 1967